# Хілла (компанія)

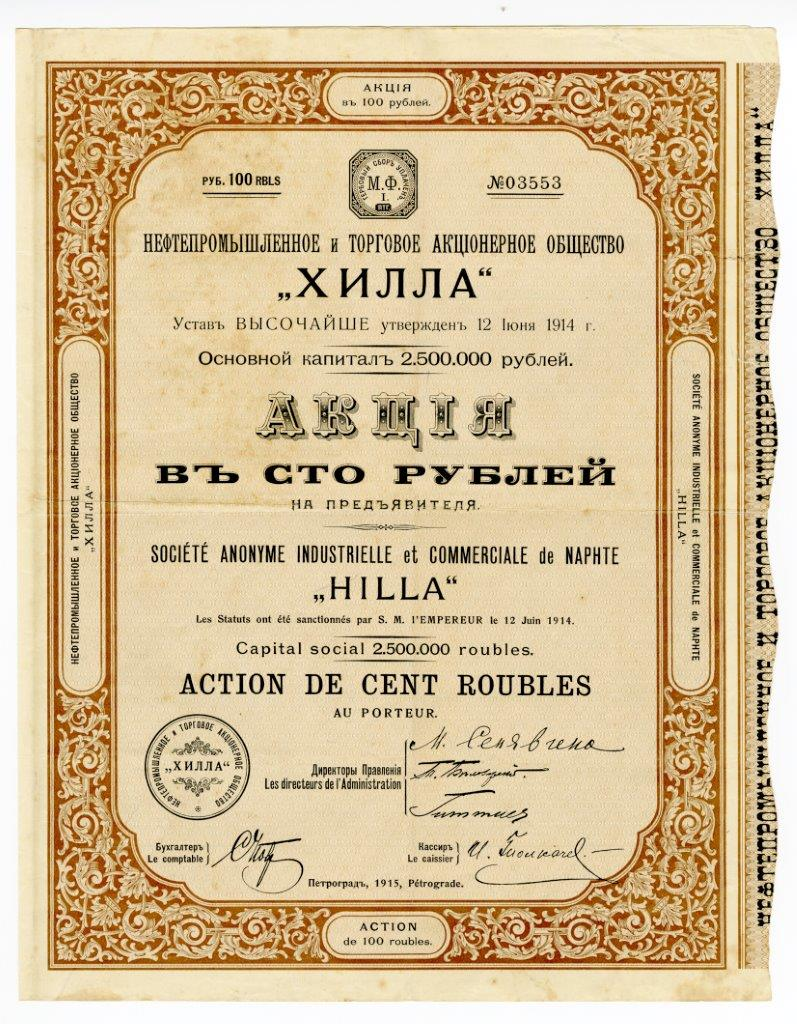
Акція у 100 руб. на пред'явника нафтопромислового та торгового акціонерного товариства «Хілла» з основним капіталом в 2,5 млн. руб. Петроград, 1915

Нафтопромислове та торгове товариство «Хілла» — нафтовидобувна компанія, створена 12 червня 1914 для розробки нафтових родовищ поблизу Хіллінського району , розташованого на території Бакинського нафтогазоносного району, а також подальшої реалізації нафтопродуктів. Основний капітал Товариства становив 2,5 млн. руб.
За деякими даними  Хіллінські нафтопромисли належали Д. Б. Аван-Юзбаші Хан-Сагнакському, видному нафтопромисловцю та меценату, нащадку знатного вірменського роду Аван-ханів.
Правління розташовувалося в Петрограді.